# Le Cours de l'histoire
Le Cours de l'histoire est une émission radiophonique historique et historiographique sur les usages politiques et sociaux du passé. Elle est diffusée quotidiennement sur France Culture depuis le 26 août 2019. Elle est présentée par Xavier Mauduit. L'émission a en quelque sorte succédé à La Fabrique de l'histoire.